# Niceforo I il Logoteta
Niceforo I (in greco medievale: Νικηφόρος Α΄, Nikēphoros I; Seleucia Sidera, ... – Pliska, 26 luglio 811) fu Basileus dei Romei (Imperatore d'Oriente) dall'802. Dopo aver detronizzato la basilissa Irene, della quale era sovrintendente alle finanze e da cui proviene il suo soprannome Logoteta, prese il potere e mantenne il trono fino alla morte.

## Ascesa al potere: detronizzazione di Irene d'Atene
Quando Irene d'Atene prese il potere a Bisanzio, nominò un patrizio della città di Seleucia Sidera, Niceforo, suo ministro delle finanze (logothetēs tou genikou, trasl. dal greco: λογοθέτης τοῦ γενικοῦ); seguì la linea dell'imperatrice che, per non perdere popolarità, fece mitigare l'imposizione fiscale, abolendo la tassa cittadina a Costantinopoli (che era molto alta), riducendo i dazi che i mercanti erano tenuti a pagare nei porti di Costantinopoli. Questa politica fiscale, pur garantendo grandissimo consenso ad Irene, danneggiò il sistema erariale bizantino, e Niceforo se ne accorse.
Inoltre a Costantinopoli non piaceva la nuova politica estera avviata dall'imperatrice agli inizi dell'802. Irene era in trattative con il re dei franchi Carlo Magno per organizzare un matrimonio fra i due sovrani; ciò avrebbe permesso di riunire l'Impero romano d'Oriente con il neo-proclamato Impero Carolingio.
Con l'aiuto di alcuni eunuchi di corte e di alcuni patrizi progettò la detronizzazione di Irene, che invece si fidava di lui. Salì al potere con una congiura con cui depose l'imperatrice Irene (802) e fu scelto come imperatore al suo posto il 31 ottobre dell'802.
Mentre Irene si trovava per una villeggiatura nel palazzo di Eleuterio, da lei fatto edificare, i congiurati approfittarono della sua assenza per presentarsi al Sacro Palazzo con ordini contraffatti dell'Imperatrice, che affermavano di nominare imperatore Niceforo affinché le fosse di aiuto nel combattere Ezio. I soldati a guardia del palazzo non dubitarono dell'autenticità dell'ordine e consegnarono il palazzo ai congiurati, che sparsero la voce della proclamazione a imperatore di Niceforo I, mentre Irene veniva arrestata e segregata nel Sacro Palazzo.
Il colpo di Stato tuttavia rischiò di fallire: il popolo e il clero erano favorevoli ad Irene e, alla notizia della sua deposizione, insorsero, presentandosi alle porte del Palazzo e pretendendo che Irene fosse restaurata al trono. Ella preferì tuttavia ritirarsi dal governo per evitare ulteriore spargimento di sangue, fidandosi forse pure delle promesse di Niceforo, che prima le avrebbe concesso di stabilirsi nel Palazzo dell'Eleuterio a Costantinopoli, ma poi, anche per paura che l'imperatrice potesse riprendersi il trono come già successo in precedenza, la esiliò prima sulle Isole dei Principi e poi a Lesbo, dove morì in povertà nell'803.

## Regno

### Politica interna
Nei primi momenti del suo regno si trovò a dover combattere con una resistenza interna piuttosto forte, comandata da alcuni generali dell'esercito tra cui i futuri imperatori Leone V e Michele II, ma ne uscì vincitore.
I provvedimenti fiscali intrapresi da Niceforo furono criticati da Teofane che li chiama i "dieci misfatti di Niceforo":
1. costrinse gli abitanti dei themata dell'Asia Minore a vendere i loro possedimenti e a trasferirsi nelle Sclavinie;
2. costrinse gli abitanti dei villaggi a pagare una tassa di 18,5 nomismata che serviva allo stato per comprare l'equipaggiamento ai soldati poveri che non se lo potevano permettere;
3. l'imposizione di una tassa di due keratia per l'iscrizione nell'elenco dei contribuenti;
4. annullò tutti gli sgravi fiscali stabiliti da Irene;
5. costrinse i monasteri e gli istituti di beneficenza a pagare una tassa, il focatico;
6. gli uomini diventati ricchi all'improvviso venivano esaminati dagli ufficiali e oppressi;
7. tutti coloro che nei precedenti 20 anni avevano scoperto tesori venivano privati del loro denaro;
8. tasse sull'eredità e l'imposizione agli schiavi di una tassa di due nomismata;
9. l'imposizione da parte dei soldati dei temi marittimi di comprare della terra "per tassarli";
10. costrinse gli armatori di Costantinopoli a contrarre prestiti con lo stato di 12 libbre d'oro con un tasso di interesse di 4 keratia per nomisma (16,66%);

Analisi critiche moderne dei dieci misfatti hanno portato storici moderni come Ostrogorsky a una rivalutazione di Niceforo. I provvedimenti di Niceforo contro i monasteri posero certamente l'Imperatore in cattiva luce presso il clero, di cui Teofane era rappresentante, e dunque nel parlare di Niceforo il cronista non sarebbe oggettivo.
Inoltre, anche se l'aumento delle tasse fu gravoso per il popolo, nei fatti l'Imperatore non introdusse nessuna nuova imposta, ma semplicemente annullò gli sgravi fiscali di Irene, che avevano reso la basilissa popolare, ma avevano danneggiato il sistema fiscale bizantino.
Gli storici moderni infine sottolineano che le deportazioni di abitanti in zone da popolare di coloni romei non avevano nulla di nuovo ma erano già state adottate da Giustiniano II mentre l'imposta sui villaggi, per quanto severa, andava a vantaggio dei ceti bassi e in particolare dei nullatenenti permettendo a un maggior numero di sudditi di entrare, senza costi, nell'esercito ottenendo comunque uno stipendio e al termine del servizio dei poderi.
Per questi motivi la sua figura è stata in parte rivalutata dagli storici moderni che sottolinearono la necessità di migliorare l'efficienza dell'apparato fiscale, deteriorato dalla politica di Irene.
Sotto il punto di vista religioso egli seguì le orme dell'imperatrice Irene, restando fedele al culto delle immagini e contrario all'iconoclastia. Tuttavia la sua politica suscitò sia il risentimento dei monaci (danneggiati dalla sua politica fiscale) sia degli Zeloti, che non avevano approvato la nomina da parte dell'Imperatore del letterato laico Niceforo a patriarca volendo come patriarca il loro capo Teodoro Stilita. La decisione imperiale di riconoscere legittimo il matrimonio tra Costantino VI e Teodota non fece altro che peggiorare i già aspri rapporti tra Imperatore e Zeloti, e questi ultimi finirono per essere perseguitati.

### Politica estera

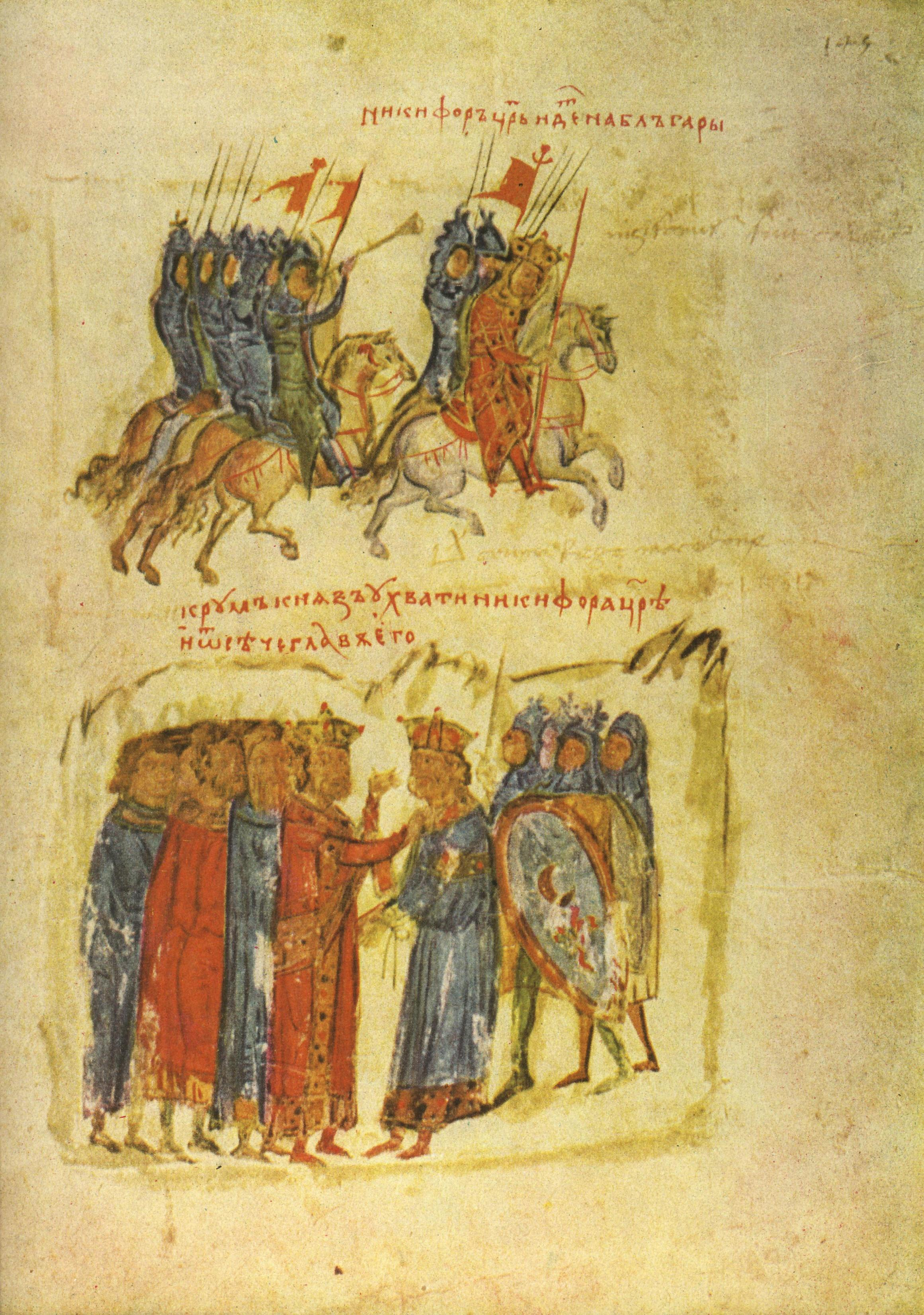
Sotto: La cattura di Niceforo I dalle forze di Krum. Sopra: Stauracio si ritira coll' esercito.

Durante il suo regno riconquistò militarmente vari territori balcanici occupati precedentemente dagli Slavi (per lo più il Peloponneso) e condusse una lunga lotta diplomatica con Carlo Magno per la definizione dei confini tra l'Impero bizantino e quello carolingio, che si concluse con trattati nell'803 e nell'812, decretanti l'assegnazione a Costantinopoli del Ducato di Venezia e del littorale della Dalmazia, oltreché d'alcune regioni dell'Italia meridionale (nella fattispecie la Calabria, il Salento, il tratto costiero della Campania che dal napoletano va fino all'Agro nocerino-sarnese e l'area del Gargano nella Puglia settentrionale) e le isole maggiori (Sicilia, Sardegna e Corsica), mentre a Carlo Magno rimasero invece Roma, Ravenna, la Pentapoli, l'Italia settentrionale e l'Istria, oltre all'interno della Dalmazia.
Sull'altro fronte a rischio, quello delle continue guerre contro Bulgari e Arabi Niceforo venne duramente sconfitto nell'806 ed obbligato a pagare altissimi tributi al califfo abbaside Hārūn al-Rashīd. Alla sconfitta contribuì decisivamente la ribellione del generale Bardane il Turco (803). 
Con la morte del califfo nell'809 si ritenne sollevato dal continuare a pagare e poté iniziare una nuova campagna militare contro i Bulgari, che inizialmente si svolse con successo (cattura della capitale bulgara di Pliska), ma che poi si trasformò in una tremenda disfatta: il 26 luglio 811 nella battaglia di Pliska l'esercito bizantino venne massacrato dai Bulgari e Niceforo venne catturato e decapitato. Le cronache narrano che dal teschio di Niceforo I fu tratta una coppa per il re bulgaro Krum.

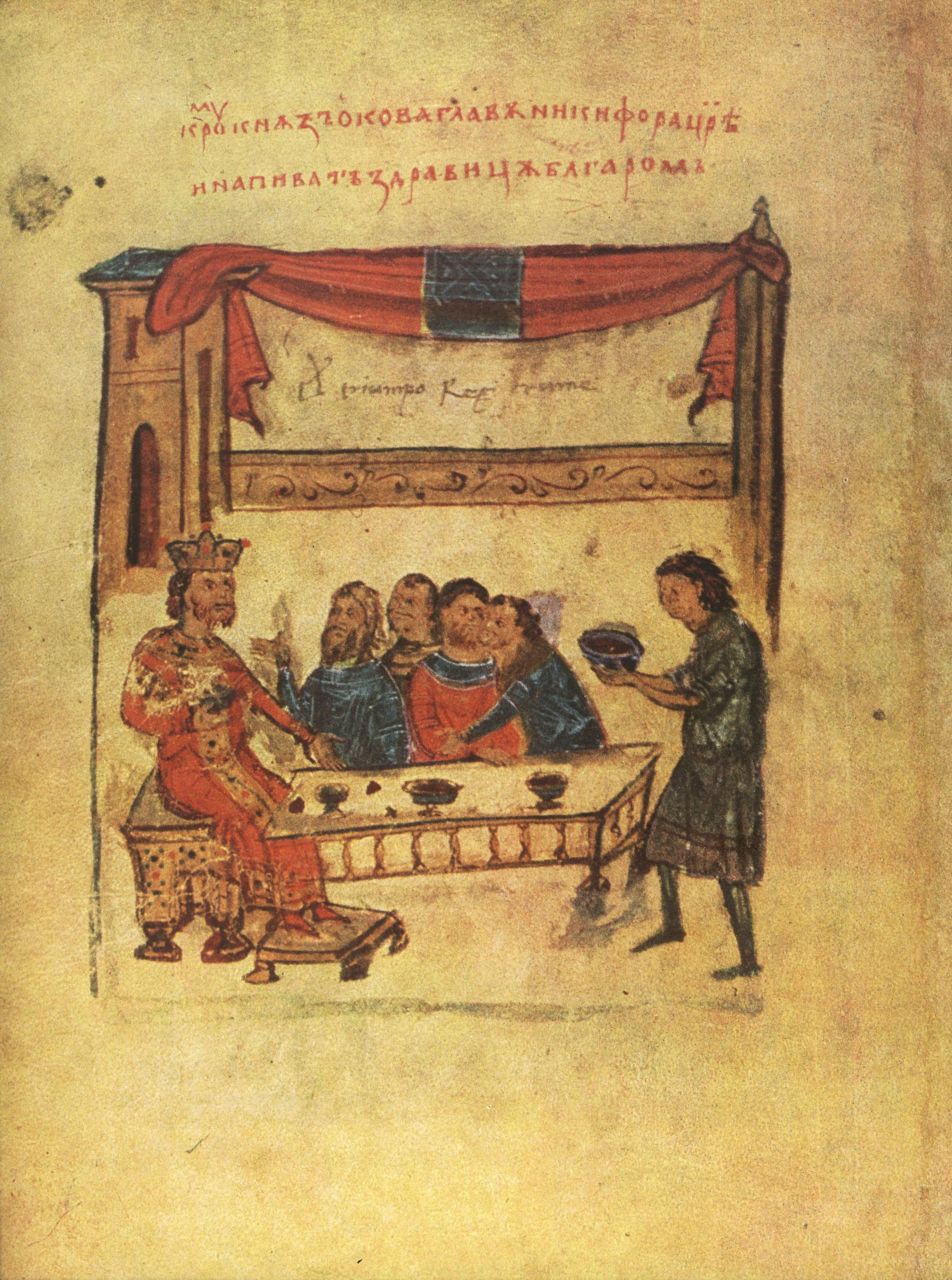
Krum festeggia la sua vittoria su Niceforo I.

Gli succedette alla guida dell'impero il figlio Stauracio.

## Discendenza
Da una consorte il cui nome non è noto, Niceforo I ebbe almeno due figli:
- Stauracio, che gli succedette alla guida dell'impero;
- Procopia (circa 770 - dopo l'813), che sposò Michele I, imperatore dall'811 all'813.

## Nella cultura di massa
Niceforo I è citato da Teofilatto dei Leonzi, personaggio interpretato da Gian Maria Volonté, quale antenato della nobile famiglia immaginaria dei Leonzi nel film L'armata Brancaleone di Mario Monicelli (1966)